# Altdöbern

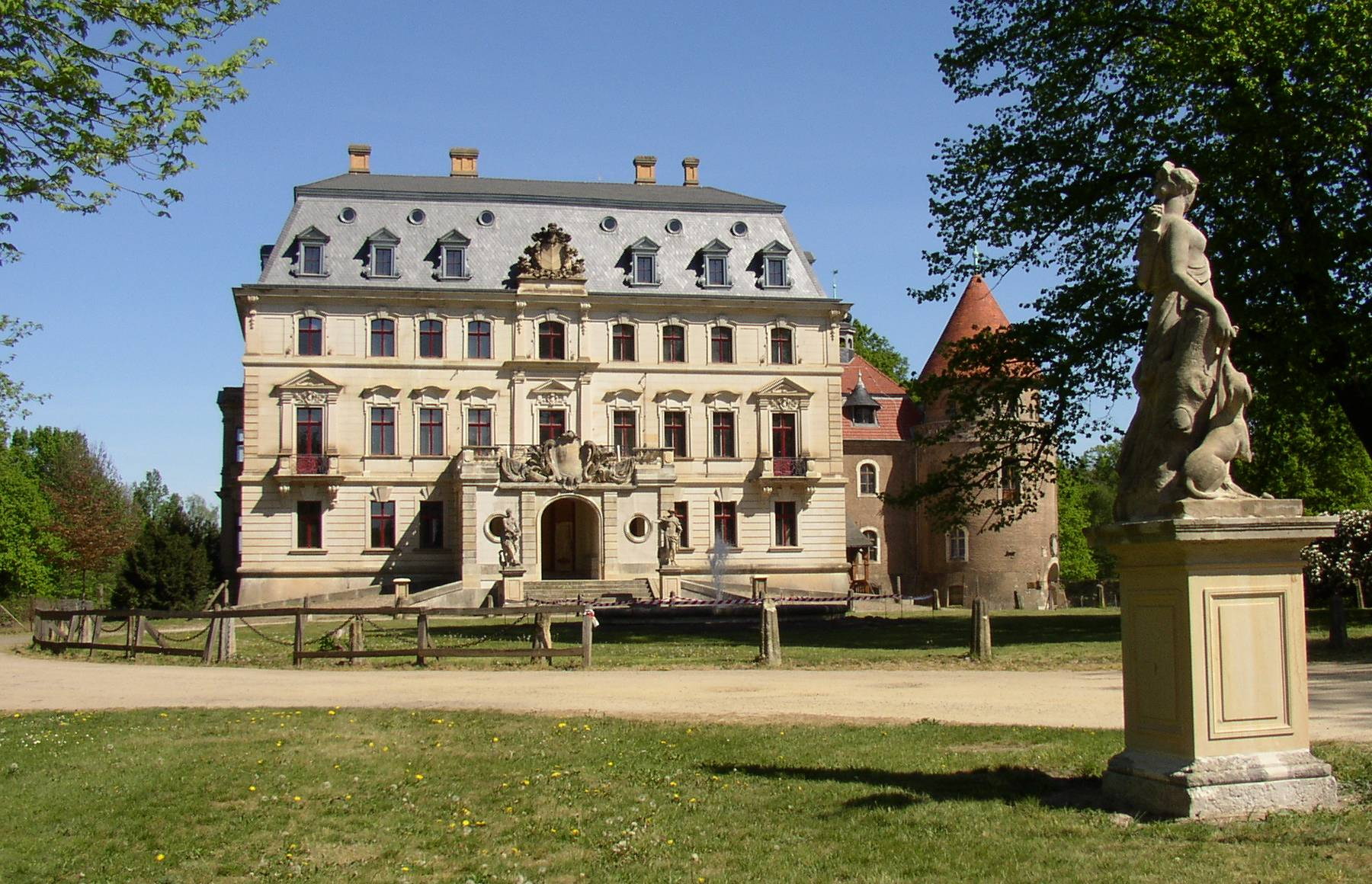
Zamek w Altdöbern

Altdöbern (dolnołuż. Stara Darbnja) – miejscowość i gmina w Niemczech w kraju związkowym Brandenburgia, w powiecie Oberspreewald-Lausitz, siedziba urzędu Altdöbern.